# Massif de Lechquellen
Le massif de Lechquellen est un massif des Préalpes orientales septentrionales. Il s'élève en Autriche (Vorarlberg). Il donne sa source au Lech, qui a pour origine le nom du massif.
Le Grosse Wildgrubenspitze est le point culminant du massif.

## Toponymie
Lech est le nom de la rivière principale qui prend sa source dans le massif mais aussi d'une des villes principales à la périphérie du massif. quellen signifie "gonfler".
Or, l'appellation Lechquellen ne peut être plus réaliste, vu que la plus grande partie du massif embrasse la haute vallée du Lech et ses deux affluents qui forment sa source : le Formarinbach et le Spullerbach. Cependant, il s'agit d'une notion artistique, créée par Walther Flaig, un auteur alpin réputé, à l'époque où la mise en valeur des Alpes était déjà conclue en grande partie. Avant, le massif était indiqué par le nom Alpes de Klostertal ou était associé aux Alpes de Lechtal à l'est du col de Flexen.
Certaines notions artistiques ont du mal à s'imposer dans l'usage courant. Au contraire, certains massifs alpins portent le même nom depuis des siècles, voire des millénaires, comme le Rätikon ou le Verwall voisin. Ou alors leur désignation se fait d'après une vallée environnante, connue depuis longtemps, comme les Alpes de l'Ötztal. Cela pourrait prendre des décennies avant que le nom massif de Lechquellen s'impose naturellement à son tour. Il pourrait tout aussi bien disparaître obscurément ou être officialisé si l'Union internationale des associations d'alpinisme ou l'Union européenne élaborent une division des Alpes reconnue mondialement.
En attendant, la définition proposée ici correspond principalement à la façon de voir des alpinistes et des touristes de l'espace germanophone (sans la Suisse), comme elle a évolué au cours des décennies.

## Géographie

### Situation

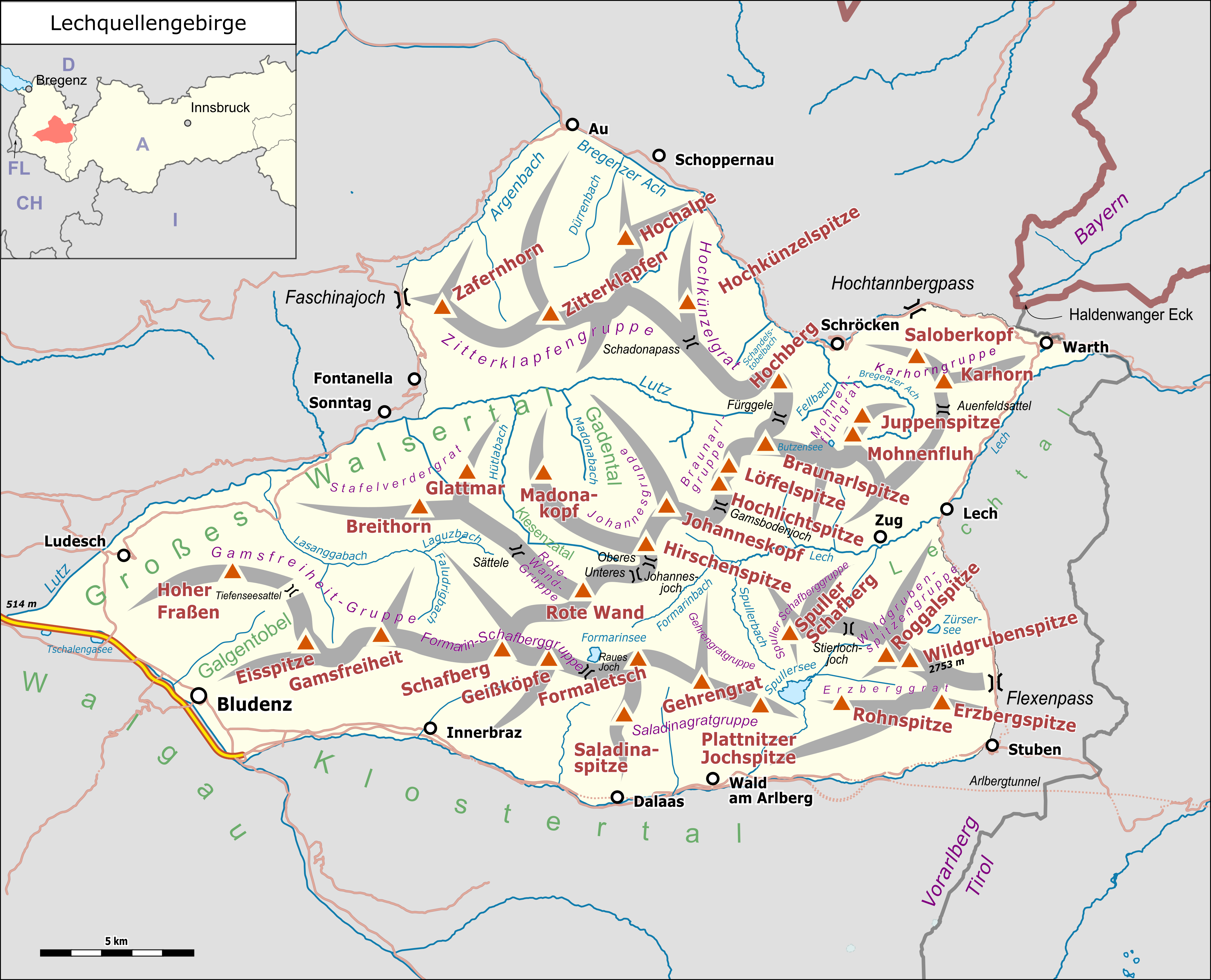
Carte du massif de Lechquellen.

Le massif est entouré par les Alpes d'Allgäu au nord-est, les Alpes de Lechtal à l'est, le massif de Verwall au sud, le Rätikon au sud-ouest et le massif du Bregenzerwald au nord-ouest.
Il se situe au sud du col de Hochtannberg et à l'ouest du col de Flexen.

### Paysages

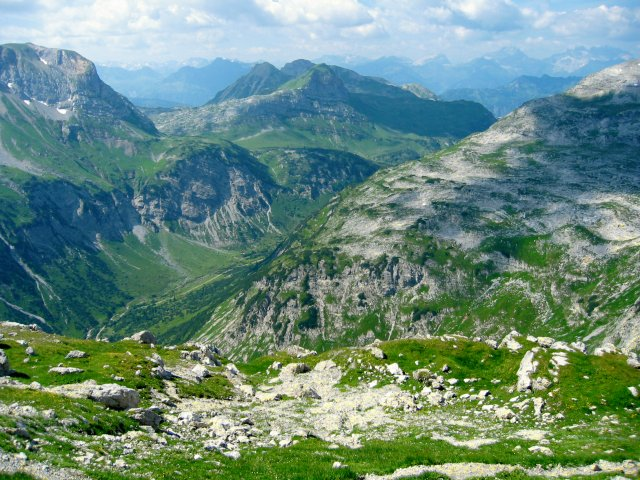
Panorama du massif et de la haute vallée du Lech.

Le massif de Lechquellen est un territoire de contrastes, alternant entre des paysages doux au nord-est inclinés vers la vallée du Lech s'écoulant jusqu'au Danube, et des gorges abruptes appartenant au bassin du Rhin. La ligne de partage des eaux est en forme de fer à cheval et constamment déplacée (dans des temps géologiquement courts), de plus en plus de ruisseaux filant vers le Rhin.
Un phénomène semblable s'observe au sud et à l'ouest des sources du Danube.
Par la même occasion, la ligne de partage des eaux compte les plus hauts sommets qui tombent au nord-ouest contre le Bregenzerwald.
Le climat de la région est pluvieux et frais, les montagnes sont extraordinairement fournies en neige et souvent couvertes jusque tard en été. Malgré cela, il n'existe presque plus aucun glacier.
La végétation est plutôt peu abondante ; les pins et les aulnes, très résistants aux avalanches, dominent. La frontière de l'étage alpin se trouve bas, aux alentours de 1700 - 1 800 mètres. On trouve encore quelques arbres isolés vers 1 900 mètres. Les variétés de fleurs sont abondantes.

### Sommets principaux

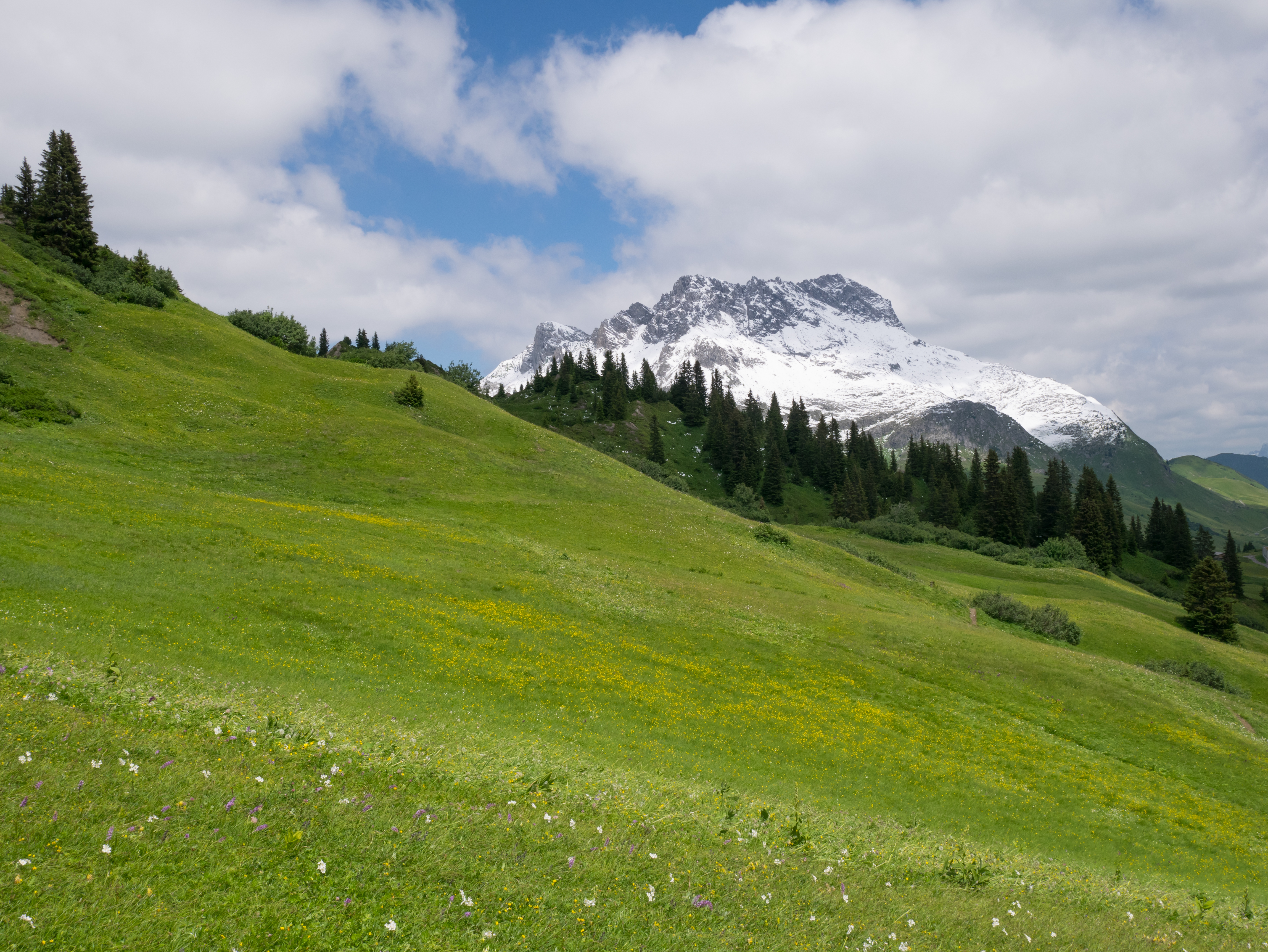
Karhorn.

- Grosse Wildgrubenspitze, 2 753 m
- Rote Wand, 2 704 m
- Grosser Grätlisgrat, 2 702 m
- Mittlere Wildgrubenspitze, 2 696 m
- Nadel, 2 685 m
- Spuller Schafberg, 2 679 m
- Roggalspitze, 2 672 m
- Wasenspitze, 2 665 m
- Braunarlspitze, 2 649 m
- Hochlicht, 2 600 m
- Mohnenfluh, 2 542 m
- Karhorn, 2 416 m
- Zitterklapfen, 2 403 m
- Hochkünzelspitze, 2 397 m
- Feuerstein, 2 271 m
- Warther Horn, 2 257 m
- Gamsfreiheit, 2 211 m

### Géologie
Géologiquement, le massif de Lechquellen se compose principalement de dolomie et de calcaire, ainsi que de marne du Lias.

## Histoire
Les vallées étaient peuplées par les Walser, une racine linguistique que l'on retrouve dans de nombreux noms de familles tyroliennes.
Historiquement, l'économie des alpages dominait, aujourd'hui supplantée par le tourisme, en particulier hivernal lié au ski.

## Activités

### Stations de sports d'hiver
- Bludenz
- Lech am Arlberg
- Schröcken
- Sonntag
- Warth

### Environnement

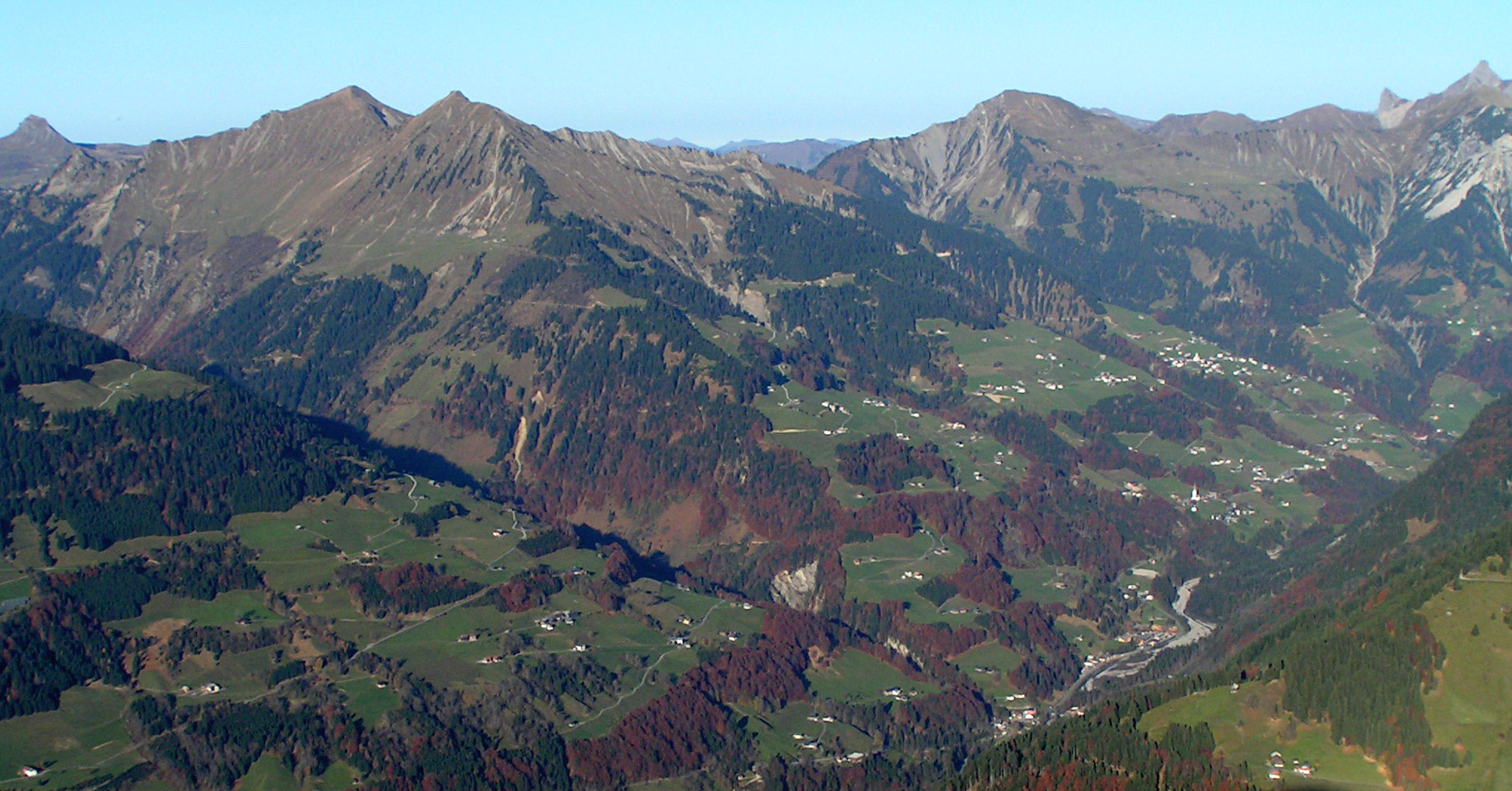
Le Großes Walsertal depuis le Hoher Frassen.

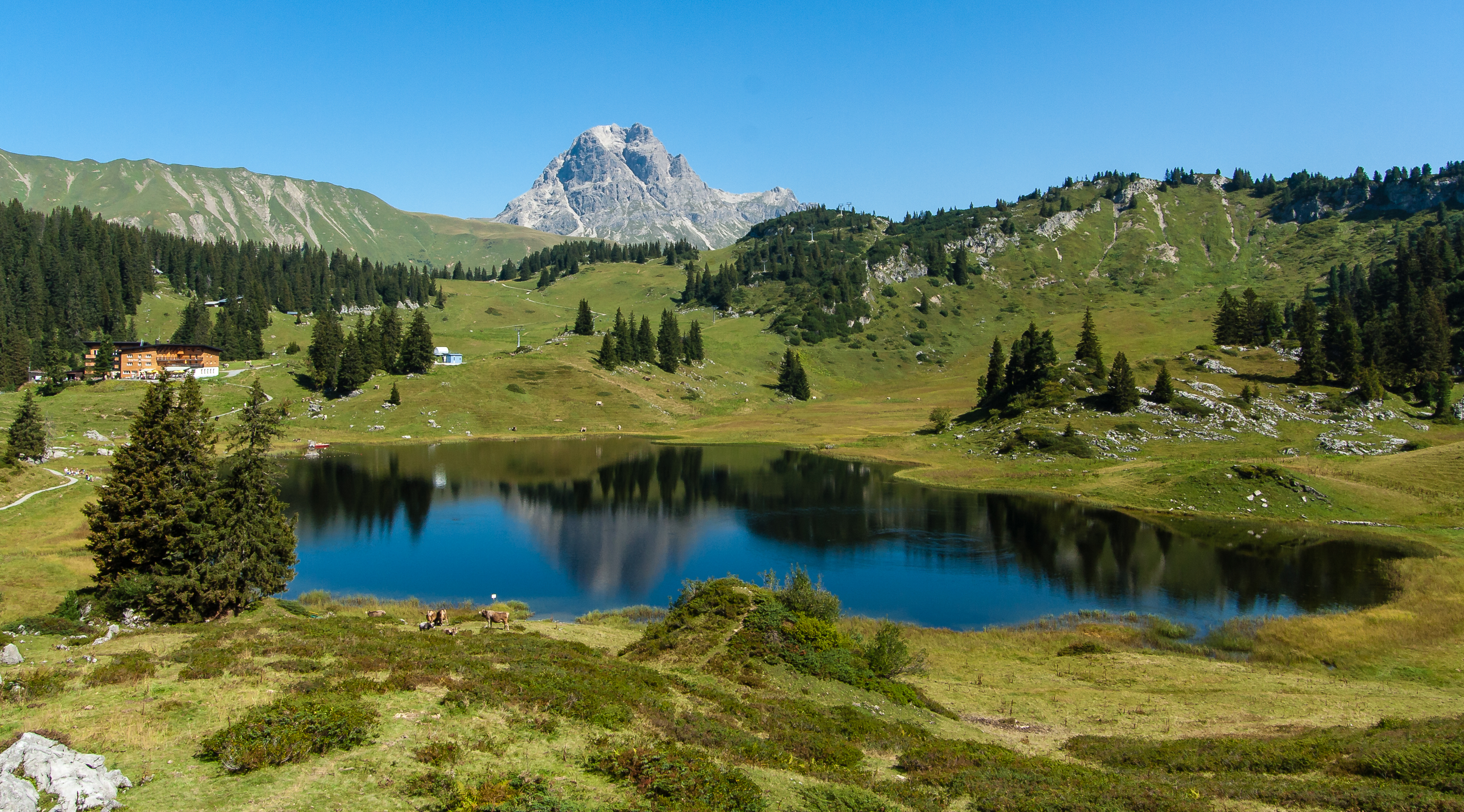
Vue du Körbersee, un lac du massif de Lechquellen ; au fond, le Grosser Widderstein dans les Alpes d'Allgäu.

La réserve de biosphère de la vallée du Großes Walsertal s'étale également sur une partie du massif de Lechquellen. Les mesures exigées par l'UNESCO dans le cadre du classement en zone principale sont particulièrement intéressantes. Dans le massif se trouvent deux des plus grandes zones principales : le Gadental et la région de Faludriga Nova.
Les forêts ne sont plus exploitées depuis des années par les activités sylvicoles. Aujourd'hui, de cette façon, elles offrent une image devenue rare dans les Préalpes orientales septentrionales d'une ré-appropriation de l'espace par la nature, avec des arbres de tous les âges et même beaucoup de bois mort qui jonche le sol. À l'avenir, la valeur de ces régions pourrait augmenter plus encore pour la nature et aussi le tourisme.
- Réserves naturelles :
  - Gadental, 1987, 1336 ha
  - Gipslöcher Oberlech, 1988, 21 ha
  - Bödener Magerwiesen, 1991, 16,5 ha
  - Faludriga Nova, 2003
- Réserve sylvicole :
  - Körbersee, 1958, 451 ha
- Espace Natura 2000 :
  - Bergwälder Klostertal
  - Gadental, 1995, 1543,77 ha

### Tourisme
L’accès (avec péage) aux routes de haute montagne permet d’atteindre 2000 m d’altitude dans le massif de Lechquellen. 
Hormis quelques téléphériques aux environs proches de Lech und Zürs, le massif  n’est pas très accessible. Des routes à péages mènent aux vallées. Par contre, l’accès piéton est très développé, par un réseau de refuges, reliés par un chemin d’altitude qui suit la forme de fer à cheval du sommet. Il existe cinq refuges : 
- Biberach Hütte (1 842 m) ;
- Frassen Hütte (1 745 m) ;
- Freiburger Hütte (1 931 m) ;
- Göppinger Hütte (2 245 m) ;
- Ravensburger Hütte (1 948 m).

Ces refuges sont souvent des anciens Maiensässe, des fermettes de moyenne et haute montagne, qui servaient autrefois pour l’élevage avec transhumance estivale. 

### Accès

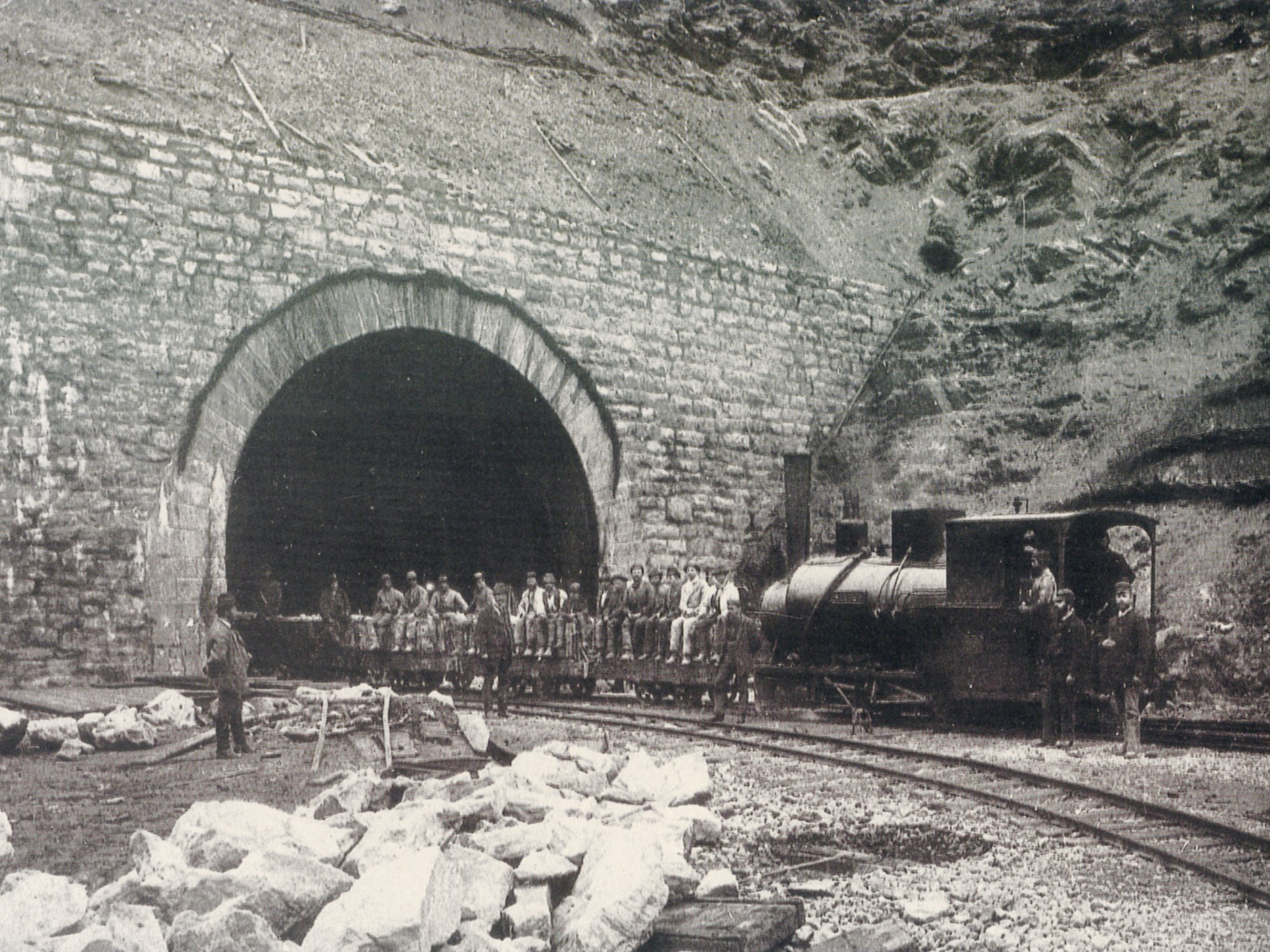
Construction du tunnel ferroviaire d'Arlberg, 1882.

Le massif est relativement fermé et difficile d'accès par les transports classiques (routes réglementées étroites menant toutefois jusqu'à près de 2 000 mètres d'altitude). En revanche, des téléskis et des funiculaires permettent de monter vers les sommets, particulièrement depuis Lech et Zürs. La mise en valeur est idéale pour le marcheur, par un système de refuges connectés par des chemins de randonnée. Ils suivent le "fer à cheval" constitué par les crêtes, mais suppose, surtout en dehors de l'été, une bonne expérience en alpinisme.
Le sud-ouest du massif est desservi par l'Arlbergbahn, un chemin de fer reliant Innsbruck à Bludenz, le seul ayant un axe est-ouest en Autriche, construit à la fin du XIXe siècle. Il est alimenté par le courant électrique généré par l'énergie hydraulique et fourni par les eaux du lac de Spuller qui se trouve 700 mètres au-dessus de la vallée.